# Innocenty Komelski
Innocenty Komelski, Innocenty Wołogodzki (zm. 19 marca 1521 w Komlu) – święty mnich prawosławny.
Pochodził z rodziny Ochliabinych. W nieznanym roku złożył śluby wieczyste w Monasterze Cyrylo-Biełozierskim. Był duchowym uczniem innego późniejszego świętego mnicha Niła Sorskiego. Razem z nim pielgrzymował do Konstantynopola, do Ziemi Świętej i na górę Athos, gdzie pozostał przez kilka lat. Po powrocie do kraju postanowił zostać pustelnikiem. Początkowo żył razem ze św. Nilem w skicie o surowej regule, jaki ten założył nad rzeką Sorką. Następnie przeniósł się w Lasy Komelskie, w okolice dzisiejszej Wołogdy. Założył tam skit o regule podobnej jak ten założony przez św. Nila. Zmarł w 1521. Przed śmiercią poprosił mnichów wspólnoty o wzniesienie cerkwi św. Jana Chrzciciela.